# Cassis (Bocas do Ródano)
Cassis é uma comuna francesa na costa do mar Mediterrâneo do departamento de Bouches-du-Rhône, região de Provença-Alpes-Costa Azul, vulgo Riviera Francesa ou Côte d'Azur (Costa Azul), com 26,86 km² de área. Em 2010 a comuna tinha 7 136 habitantes (densidade: 265,7 hab./km²).
Durante a época romana era conhecida como Carsiicis portus. É conhecida principalmente pelas suas falésias e calanques e pelos vinhos, principalmente brancos, mas também rosés, produzidos na região (Cassis é uma Denominação de Origem Controlada). O turismo é uma das principais atividades económicas da comuna.
Os seus habitantes são chamados cassidains, derivado do provençal cassiden, que pode ter origem lígure. O lema provençal da comuna, atribuído a Frédéric Mistral, é «Qu a vist Paris, se noun a vist Cassis, n'a rèn vist» ("quem viu Paris e não viu Cassis, não viu nada").

## Toponímia
A forma mais antiga do nome da cidade é Tutelæ Charsitanæ, atestada desde o século II. Derivou depois para Carsicis, usada no século IV e posteriormente para Castrum Cassitis (registada em 1323). Estes topónimos sugerem uma raiz Car-s, derivada do pré-indo-europeu *Kar, associado a pedra ou rochedo, ao qual se juntou o sufixo -ite. A língua francesa conservou a grafia provençal Cassis, que é idêntica na norma clássica e na norma mistraliana. O "s" final não é pronunciado na variante local do provençal, ao contrário do que acontece no provençal geral. Essa pronúncia do -S final encontra-se no lema da cidade, que faz rimar Paris, Cassis e vist (na pronúncia provençal "mistraliana": /pa.ʁis/, /ka.sis/ , /vis/). Em francês, o nome da cidade pronuncia-se geralmente se o -S final.

## Geografia
Cassis situa-se a cerca de 20 km a leste de Marselha. O cabo Canaille, situado entre Cassis e La Ciotat, ergue-se a 363 metros sobre o mar; faz parte das falésias Soubeyranes, que ligam Cassis a La Ciotat. Essas falésias são as mais altas de França e estão entre as falésias marítimas mais altas da Europa. Nos 11 km de costa entre as duas cidades há dois sítios classificados; o maciço das Calanques desde 1975 e o cabo Canaille desde 1989. Ambos os sítios, bem como a cidade, são visíveis desde o alto da estrada des Crêtes (das cristas), que liga Cassis a La Ciotat. O ponto mais alto da comuna, o monte Gibaou, situa-se na parte nordeste e domina o bosque Marcouline e as vinhas de Cassis do alto dos seus 398 metros.
O subsolo da região é do Cretáceo. Encontram-se três grandes tipos de solo: os pouco profundos e de erosão; solos rendziniformes e solos castanhos pouco profundos; solos castanhos desenvolvidos sob coluviões.

### Clima
A área de Cassis está protegida do vento pelo relevo que a envolve. As geadas são raras e o número média de horas de sol por ano é excecionalmente elevado: 2 800, devido sobretudo ao vento mistral, que sopra pelo menos 93 dias por ano. A precipitação média anual é de 525 mm, a mais baixa de França. Em média registam-se 81 dias de chuva por ano (39 deles com precipitação superior a 2,5 mm), principalmente no outono e inverno. A temperatura média é 23 °C.
Não obstanto o clima ser geralmente ameno, há registo de alguns episódios extremos. Em 12 de fevereiro de 1956 foram registados -16,8 °C, em 26 de julho de 1983 40,6 °C, em 19 de setembro de 2000 e em 1 de dezembro de 2003 registaram-se mais de 200 mm de chuva em 24 horas, em 14 de janeiro de 1987 e em 7 de janeiro de 2009 a neve atingiu mais de 10 cm de altura.

## História
Antes da Idade Média
Os primeiros vestígios de ocupação do local remontam ao século VII ou VI a.C. No cimo da Couronne de Charlemagne foram encontrados vestígios de um povoado fortificado, o ópido  Baou Redoun, habitado por lígures que viviam da pesca, caça e agricultura. As ligações com Massilia (a atual Marselha), cidade fundado pelos fenícios, deixa supor que poderá também ter havido uma presença grega em Cassis.
No período romano, Cassis fez parte do itinerário marítimo do imperador Antonino Pio (r. 138–161). O porto ia até ao que é hoje a Praça Baragnon. Já era então um pequeno povoado, implantado sobretudo em redor das praias da Arène e do Corton, que vivia da pesca, da apanha de coral e do comércio marítimo com o Norte de África e com o Médio Oriente, como é atestado por vários achados arqueológicos.
Idade Média e Idade Moderna

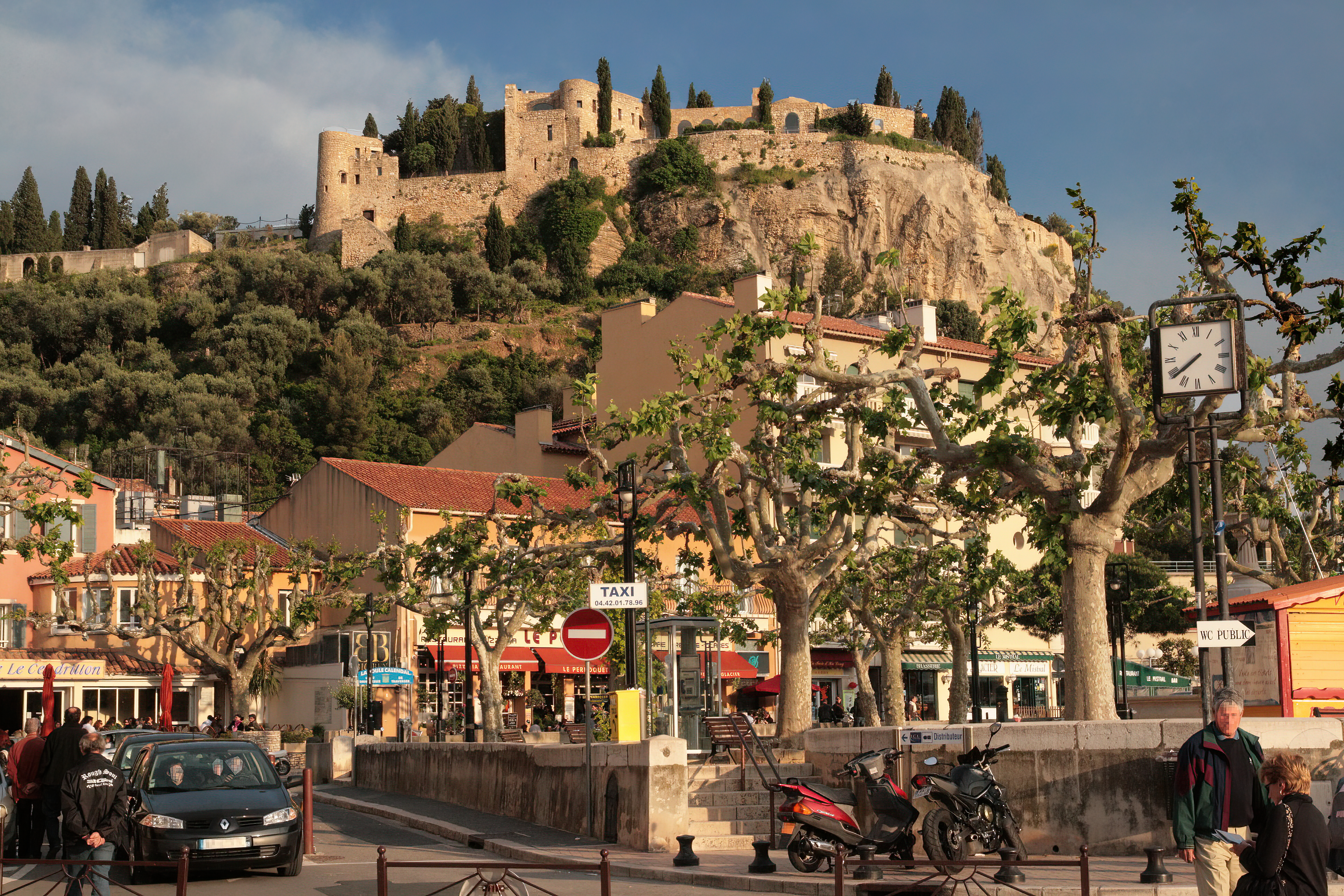
Castelo de Cassis

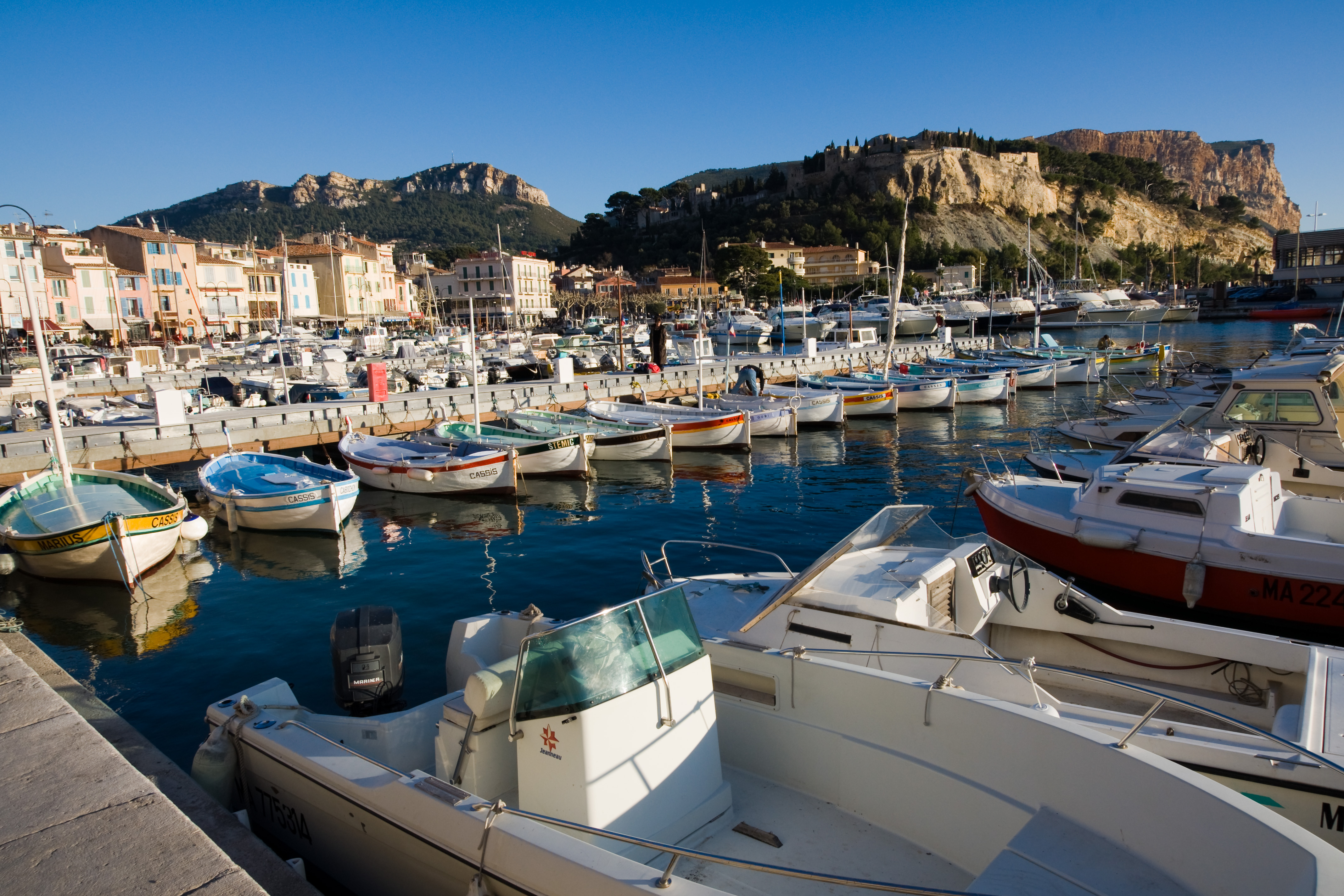
Ancoradouro de Cassis

Entre os séculos V e X, na sequência das invasões bárbaras, a população procurou refúgio no interior castro, uma cidadela fortificada situada num local alto, que em 1223 se tornou uma possessão do Senhorio de Les Baux-de-Provence.
Em 4 de abril, em Brantes, perto do monte Ventor e na presença da sua esposa Alice dos Baux, Odão de Thoire doou ao seu sobrinho Filipe de Lévis os feudos de Brantes, Plaisians e as suas dependências, os senhorios de  , Roquefort, Le Castellet, Cassis e Port-Miou, dependentes da baronia de Aubagne, bem como La Fare-les-Oliviers e Éguilles. Em contrapartida, Filipe de Lévis devia ser fiador do tio junto de Raimundo, visconde de Turenne na observação de um acordo firmado entre o visconde, Odão e Alice. No caso de não respeito desse acordo por parte dos dois últimos, estes deveriam pagar 50 000 florins a Raimundo.
No século XV, Cassis foi incluída no condado da Provença. Posteriormente, Renato de Anjou, dá a cidade aos bispos de Marselha, que exercem os seus direitos até à revolução de 1789. As armas da cidade, onde figura uma cruz episcopal, são testemunha dessa época.
No seculo XVIII, Cassis expande-se para fora das suas muralhas e desenvolve-se em volta do porto. Depois da Restauração, desenvolvem-se novas atividades económicas, como a seca de bacalhau, fabrico de esteiras para fabrico de azeite, trabalhos em coral, ampliação das vinha e exploração de pedreiras (para pedra, cal e cimento).
A pedra de Cassis, explorada desde a Antiguidade, deu fama ao pequeno porto de pesca. Os cais de grandes portos do Mediterrâneo, como Alexandria, Port Said, Argel, Pireu ou Marselha, bem como a base da Estátua da Liberdade em Nova Iorque, foram construídos com pedra de Cassis.
No século XX, essas indústrias desapareceram, tendo sido substituídas como principais atividades económicas pelo turismo e pela viticultura — a Denominação de Origem Controlada "vinhos de Cassis" foi uma das três primeiras a serem criadas, em 1936.